# 능운집
《능운집》(凌雲集, りょううんしゅう)은 일본 헤이안 시대(平安時代) 초기인 고닌(弘仁) 5년(814년)에 사가 천황(嵯峨天皇)의 명으로 편찬된 일본 최초의 칙찬(勅撰) 한시집이다. 전1권. 정식명칭은 능운신집(凌雲新集)으로, '구름을 뚫을 만큼(凌雲) 뛰어난 새로운(新) 시를 모은 시집(集)'이라는 뜻이다.
오노노 미네모리(小野岑守), 스가와라노 기요기미(菅原清公), 이사야마노 후미쓰구(勇山文繼), 가야노 도요토시(賀陽豊年) 등에 의해 편찬되었다. 수록된 작품의 작자는 헤이제이 천황(平城天皇), 사가 천황(嵯峨天皇), 오토모 친왕(大伴親王, 훗날의 준나 천황淳和天皇)부터 관직이 없는 인물인 고세노 시키히토(巨勢志貴人, 본서에 실린 작품의 저자 가운데 유일하게 관직이 없다)까지 23명의 한시 전90수가 작가별, 작위 순으로 수록되어 있었는데, 한편 훗날 한시 한 수가 더해져서 모두 91수가 되어 오늘날까지 전하고 있다.

## 개요
9세기 초반 일본에는 시와 문장이 국가 정치의 기반이 된다는 문장 경국(文章經國) 사상이 널리 퍼졌고, 관료로 입신출세하기 위해 귀족들은 경쟁하듯 한시를 익혔다. 이에 천황의 명에 따라 칙찬 한시집이 연이어 편찬되었는데, 《능운집》은 그 효시라고 할 수 있다.
수록된 작품의 저자 가운데 9할은 공경대부이며, 2/3이 율시(律詩)로 당시(唐詩)의 영향이 드러난다. 최초의 칙찬 한시집인 만큼 공적인 성격이 강하고, 사가 천황과 조정 관료들의 군신 창화(君臣唱和)의 시가 주를 이루고 있어 관료주의적 성격이 뚜렷하다. 사가 천황을 중심으로 한 이들 문학 집단은 궁중이나 유람지에서 시회를 열었는데, 시회의 시 가운데 사적인 내용을 읊은 시는 그다지 많지 않고 응제(應製), 봉화(奉和), 창화(唱和)와 같이 임금과 관인, 또는 관인과 관인끼리 조화를 이루는 집단적인 유형의 시가 주를 이룬다. 수록된 시 작품을 내용으로 분류하면 유람 18수, 연집(宴集) 17수, 전별 8수, 증답 5수, 영사(詠史) 2수, 술회 3수, 염정(艶情) 3수, 악부(樂府) 1수, 범문(梵文) 6수, 애상 5수, 잡영(雜詠) 23수 등으로 이 중 가장 높은 비율을 차지하는 유람과 연집, 잡영에 대해 살펴보면, 유람은 경승지에서 풍광을 즐기며 지은 시인데, 사적인 내용보다 공적인 것이 대부분이다. 유람시의 무대는 주로 헤이안쿄 부근의 요도강(淀川)과 황실 소유의 금원(禁苑)인 신센엔(神泉苑), 그리고 황태제 오토모 친왕의 난치(南池)와 후지와라노 후유쓰구(藤原冬嗣)의 간쿄인(閑居院) 등이다. 연집은 초당(初唐) 시에서 그 예가 많이 보이는데 유람시와 마찬가지로 대부분이 조정을 중심으로 하는 집단적인 공적 무대에서의 시로, 내용은 군주에 대한 찬미가 일관된 주제로 사용되고 있다.
잡영에는 다양한 시제(詩題)가 있는데, 도잠의 고사를 원용한 시가 많이 보이고 있어서 헤이안 시대 초기의 관인들이 도잠의 삶을 동경하고 그의 은일 사상을 지향하는 것이 엘리트 관인의 삶이라고 인식하고 있었음을 알 수 있다.

## 한국어 번역
2016년 한국의 도서출판 지식을만드는지식에서 김임숙, 김승룡 두 사람의 번역으로 출간되었다.

## 같이 보기
- 경국집
- 문화수려집
- 한시